# روجرز أرينا
روجرز أرينا (بالإنجليزية: Rogers Arena)‏ كان يعرف باسم جنرال موتورز بليس (بالإنجليزية: General Motors Place)‏ هي ساحة متعددة الأغراض تقع في 800 طريق جريفيث في منطقة وسط مدينة فانكوفر، كولومبيا البريطانية، كندا.